# راؤول هوراسيو بالبي
راؤول هوراسيو بالبي (بالإسبانية: Raul Horacio Balbi)‏ مواليد 7 أكتوبر 1973 في بوينس آيرس، هو ملاكم محترف أرجنتيني يصنف ضمن فئة وزن الوسط بدأ مسيرته الاحترافية سنة 1993 حيث انتصر في نزاله الأول. حقق بطولة رابطة الملاكمة العالمية.

## إحصائيات
خاض خلال مسيرته 68 نزالا، فاز في 55 وتعادل في 2 وخسر في 11. فاز بالضربة القاضية في 38 نزالا.

## روابط خارجية
- راؤول هوراسيو بالبي على موقع بوكس ريك (الإنجليزية) (registration required)